# Neu-Anspach
Neu-Anspach je mesto v Hochtaunuskreisu v Hessnu v Nemčiji. Mesto je povezano tudi s slovenskim Šentjurjem.

## Geografija

### Sosednje skupnosti
Neu-Anspach na severu meji na mesto Usingen, na vzhodu na skupnost Wehrheim, na jugu na mesto Bad Homburg in na zahodu na skupnost Schmitten.

## Gospodarstvo in infrastruktura

### Prevoz
Najbližja povezava do avtoceste A 661 je približno 13 km od mestnega središča. Razcep na A 5 je približno 15 km stran, Bad Homburg približno 12 km in mednarodno letališče Frankfurt približno 35 km.
Kar zadeva lokalni javni prevoz, so direktne povezave do Frankfurta na Majni in Bad Homburga z linijo 15 RMV (Rhein-Main-Verkehrsverbund ali Ren-Main Transport Network), znano kot Taunusbahn. Poleg tega obstajajo avtobusne linije do Usingena in Königsteina im Taunus.
V bližini Neu-Anspacha se nahaja letališče Anspach.

## Izobraževalne ustanove
V Neu-Anspachu je integrirana srednja šola z višjim gimnazijskim nivojem Adolf-Reichwein-Schule, pa tudi osnovna šola pri Hasenbergu in tista na Wiesenau.
Adolf-Reichwein-Schule sodeluje pri kulturni izmenjavi s srednjo šolo Monroe, ki se nahaja v Monroeju v Wisconsinu. Izmenjava z nemškimi študenti poteka vsako drugo leto. Ti gredo v Monroe jeseni parnih let, ameriški študenti pa v Nemčijo naslednje poletje.

## Kultura in znamenitosti
Najbolj znane znamenitosti so:
- muzej na prostem Hessenpark (Freilichtmuseum Hessenpark)
- bližnji zabaviščni park Lochmühle ( Freizeitpark Lochmühle )
- rimska utrdba Saalburg

## Župani
- Fritz Jäger (1911–1918)
- Emil Becker (1918–1933)
- Rudolf Henrici (1933–1946)
- Heinrich Schneider (1946–1960)
- Rudolf Selzer (1960–1984)
- Rojen Heinz (1984–1991)
- Rudi Rübsamen (1991–1993)
- Gerd Hillen (1993–2005)
- Klaus Hoffmann (2005–2017)
- Thomas Pauli (2017– )

## Mednarodne povezave
- Slovenija; Šentjur[1]
- Francija; Saint Florent sur Cher